# Patinage de vitesse aux Jeux olympiques de 1932
Pour des articles plus généraux, voir Patinage de vitesse aux Jeux olympiques et Jeux olympiques d'hiver de 1932.
Navigation
Saint-Moritz 1928 Garmisch-Partenkirschen 1936
Les épreuves de patinage de vitesse aux Jeux olympiques d'hiver de 1932 se déroulent du 4 au 8 février 1932 au Stade olympique James B. Sheffield.
Les États-Unis remportent les quatre titres olympiques mis en jeux lors de cette édition. Les épreuves féminines sont présentes en tant que sport de démonstration et ne sont donc pas comptabilisés comme épreuve officielle.

## Participants
Trente et un patineurs de vitesse, représentants six pays participent aux épreuves de patinage de vitesse des jeux olympiques de 1932.
- Canada (7)
- États-Unis (12)
- Finlande (1)
- Japon (4)
- Norvège (6)
- Suède (1)

## Podiums

### Hommes
| Épreuves                     | Or                  | Argent                | Bronze               |
| ---------------------------- | ------------------- | --------------------- | -------------------- |
| 500 m résultats détaillés    | Jack Shea (USA)     | Bernt Evensen (NOR)   | Alexander Hurd (CAN) |
| 1 500 m résultats détaillés  | Jack Shea (USA)     | Alexander Hurd (CAN)  | William Logan (CAN)  |
| 5 000 m résultats détaillés  | Irving Jaffee (USA) | Edward Murphy (USA)   | William Logan (CAN)  |
| 10 000 m résultats détaillés | Irving Jaffee (USA) | Ivar Ballangrud (NOR) | Frank Stack (CAN)    |

### Femmes
Le patinage de vitesse féminin est un sport de démonstration.
| Épreuves | Or                     | Argent                 | Bronze               |
| -------- | ---------------------- | ---------------------- | -------------------- |
| 500 m    | Jean Wilson (CAN)      | Elizabeth Dubois (USA) | Kit Klein (USA)      |
| 1 500 m  | Elizabeth Dubois (USA) | Hattie Donaldson (CAN) | Dorothy Franey (USA) |
| 5 000 m  | Kit Klein (USA)        | Jean Wilson (CAN)      | Helen Bina (USA)     |

## Tableau des médailles
Les épreuves féminines ne sont pas comptabilisés car elles sont sports de démonstration.
| Rang  | Nation     | Or | Argent | Bronze | Total |
| ----- | ---------- | -- | ------ | ------ | ----- |
| 1     | États-Unis | 4  | 1      | 0      | 5     |
| 2     | Norvège    | 0  | 2      | 0      | 2     |
| 3     | Canada     | 0  | 1      | 4      | 5     |
| Total | Total      | 4  | 4      | 4      | 12    |